# Містела
Місте́ла або місте́ль (кат. mistela — [misˈtɛłə], фр. mistelle — МФА: [misˈtɛl]) — північнокаталонський алкогольний напій.
Містела — традиційний лікер Північної Каталонії міцністю від 16 до 22 градусів. Робиться зі свіжовичавленого виноградного соку (підготованого до ферментації), змішаного зі спиртом.
Назви іншими мовами: фр. mistelle — «містель», ісп. mistela або mixtela — «містела».